# Rick Zabel
Rick Zabel (Unna, Alemanha; 8 de dezembro de 1993) é um ciclista alemão. É filho do grande sprinter Erik Zabel. Atualmente corre para a equipa suíça de categoria ProTeam, Katusha-Alpecin
Sua trajectória desportiva tem sido pelas equipas Rabobank Development Team no ano 2012 e foi campeão da Alemanha em estrada em categoria sub-23 com apenas 18 anos. Depois no ano 2014 passou a correr para a equipa profissional BMC Racing.

## Palmarés
2013
- 1 etapa do Volta à Normandia
- Tour de Flandres sub-23

2015
- 1 etapa da Volta à Áustria

2019
- 1 etapa do Tour de Yorkshire

## Resultados nas grandes voltadas
| Carreira           | 2012 | 2013 | 2014 | 2015 | 2016 | 2017 | 2018 | 2019 |
| ------------------ | ---- | ---- | ---- | ---- | ---- | ---- | ---- | ---- |
| Giro d'Italia      | -    | -    | -    | 142º | 140º | -    | -    | -    |
| Tour de France     | -    | -    | -    | -    | -    | 145º | Ab.  | Ab.  |
| Volta a Espanha    | -    | -    | -    | -    | -    | -    | -    | -    |
| Mundial em Estrada | -    | -    | -    | -    | -    | 99º  | -    | -    |

-: não participa

Ab.: abandono